# Picrospora crocostacta
Picrospora crocostacta is een vlinder uit de familie Eriocottidae. De wetenschappelijke naam van deze soort is, als Scythropia crocostacta, voor het eerst geldig gepubliceerd in 1912 door Edward Meyrick.
De soort komt voor in het Afrotropisch gebied.